# Parafia Świętej Trójcy w Braciejówce
Parafia Świętej Trójcy w Braciejówce – parafia rzymskokatolicka znajdująca się w dekanacie olkuskim diecezji sosnowieckiej.
Parafia została erygowana 5 lipca 1935 przez bp. Augustyna Łosińskiego. 
Obecny kościół parafialny został wybudowany w latach 1987–1993 i konsekrowany 2 czerwca 1996 przez bp. Adama Śmigielskiego SDB.